# Christa Milter
Christa Milter (* 1941/1942) ist eine ehemalige deutsche Handballspielerin.

## Werdegang
Milter wurde mit Union 03 Altona 1968 deutsche Meisterin. 1969 erreichte sie mit den Hamburgerinnen abermals das Endspiel, verlor dieses aber nach zweimaliger Verlängerung. 1972 gewann Milter mit Union die zweite deutsche Meisterschaft, sie führte die Hamburgerinnen als beste Torschützin (drei Treffer) zum 11:7-Endspielsieg über Leverkusen und gab nach diesem Erfolg ihr Laufbahnende bekannt. In der folgenden Saison spielte sie dann doch wieder für Union, auch im Europapokal.
Sie nahm mit der Auswahl der Bundesrepublik Deutschland an der Weltmeisterschaft 1965 teil und erreichte bei dem Turnier den dritten Rang. In 35 Länderspielen warf sie 50 Tore. Später war sie Trainerin beim 1. SC Norderstedt.